# Philippe Sudré Dartiguenave

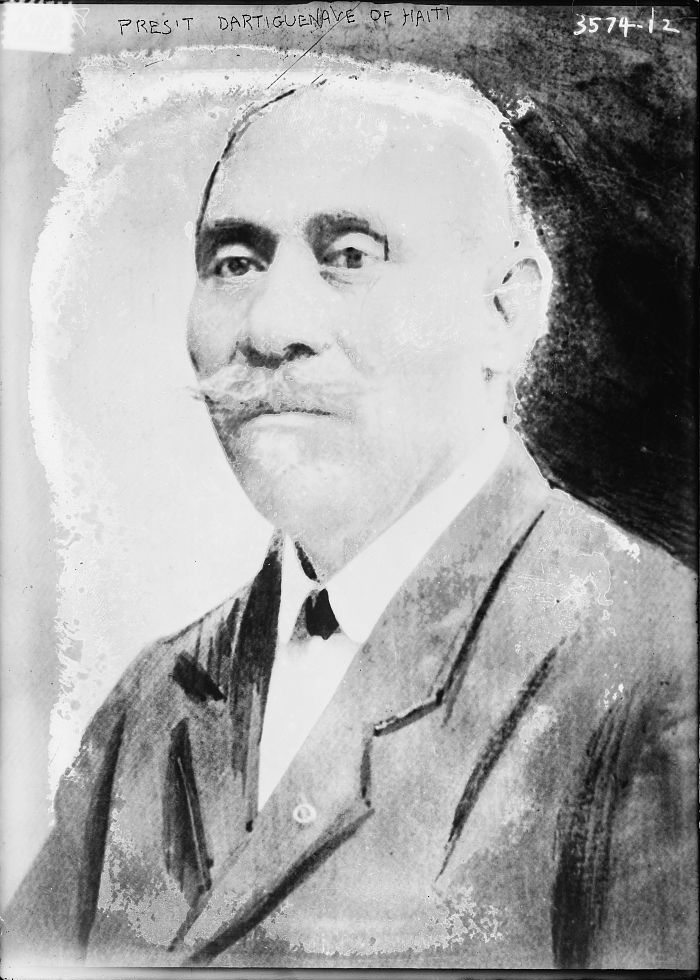
Philippe Sudré Dartiguenave

Philippe Sudré Dartiguenave (* 6. April 1863 in Anse-à-Veau (Département Nippes); † 26. Juli 1926 in Anse-à-Veau) war ein haitianischer Politiker und Präsident von Haiti.

## Biografie
Nach dem Studium war er zunächst als Lehrer und dann später als Richter tätig.
Seine politische Laufbahn begann er als Abgeordneter der Deputiertenkammer (Chambre des Deputées) und setzte diese danach als Senator und Präsident des Senats fort.
Nachdem Präsident General Jean Vilbrun Guillaume Sam am 28. Juli 1915 in das Gebäude der Botschaft von Frankreich geflüchtet war und dort durch eine aufgebrachte Menschenmenge umgebracht wurde, startete die USA noch am gleichen Tag eine Invasion durch die United States Marines.
Innerhalb kurzer Zeit ließen die USA eine Präsidentschaftswahl durchführen, aus der am 12. August 1915 Philippe Sudré Dartiguenave als neuer Präsident von Haiti hervorging, da die USA unter dem Kommandeur der Besatzungsmacht, Admiral William B. Caperton, die anderen Präsidentschaftskandidaten, den Nationalisten und Führer der aufständischen Kleinbauern (Cacos) Rosalvo Bobo und den Patrioten J. N. Leger, ablehnten.
Kurz darauf wurde Haiti de facto zu einem US-Protektorat. In den folgenden 19 Jahren blieben die USA vertreten durch ihre Truppen und einen Hohen Kommissar als Besatzungsmacht in Haiti. Der von ihm mit der Besatzungsmacht geschlossene Vertrag sah die Kontrolle der Zölle, die Errichtung einer Gendarmerie, die Benennung eines US-amerikanischen Finanzberaters, der für eine Weile die Diäten der Abgeordneten zurückhielt, sowie amerikanische Hilfe für das Gesundheitswesen und öffentliche Arbeiten vor.
Als ein Helfer der amerikanischen Okkupation löste er die Armee und das Parlament (Assemblée Nationale) auf und setzte die Verfassung außer Kraft. Im Laufe der Zeit widersetzte er sich jedoch der amerikanischen Besatzungsmacht, was dazu führte, dass es nicht zu seiner Wiederwahl kam.
Stattdessen wurde am 10. April 1922 Louis Bornó durch den durch die Verfassung von 1918 eingeführten Staatsrat (Conseil d’État) zur Überraschung der USA als Nachfolger von Dartiguenave zum Präsidenten gewählt und am 15. Mai 1922 offiziell als Präsident vereidigt. Dabei handelte es sich um die erste friedvolle Machtübergabe in der Geschichte Haitis.